# تشابكسر
تشابكسر (بالفارسية: چابکسر) هي مدينة تقع في إيران في Chaboksar District. يقدر عدد سكانها بـ 7,891 نسمة .